# Thestor murrayi
Thestor murrayi är en fjärilsart som beskrevs av Swanepoel 1954. Thestor murrayi ingår i släktet Thestor och familjen juvelvingar. Inga underarter finns listade i Catalogue of Life.